# Rational ClearCase
Rational ClearCase — система управления версиями, разрабатываемая подразделением Rational Software компании IBM.

## История
ClearCase была разработана компанией Atria Software и выпущена в 1992 году сначала для Unix, а позже и для Windows. Некоторые сотрудники Atria принимали участие в работе над более ранней системой DSEE (Domain Software Engineering Environment) в компании Apollo Computer. Позднее в результате слияния Atria с Pure Software образовалась компания PureAtria, которая затем объединилась с Rational Software, которая в свою очередь, была куплена IBM. IBM продолжила разработку и продвижение на рынке системы ClearCase, которая широко используется компаниями, производящими программное обеспечение.

## DSEE
В DSEE были предложены многие концепции, используемые сейчас в ClearCase. Файловая система компьютера Apollo/Domain позволяла специальной управляющей программе вмешиваться в процесс доступа к файлам и DSEE стала использовать эту возможность для незаметного создания копии текущей версии каждого отдельного открытого файла.